# 노리스 디비전
노리스 디비전(영어: Norris Division)은 1974년부터 1993년까지 NHL에 존재했던 디비전이다.

## 역대 노리스 디비전 라인업
| 연도            | 팀 | 참가팀 수 |
| --------------- | --- | --------- |
| 1974년 ~ 1979년 | 디트로이트 레드윙스 · 로스앤젤레스 킹스 · 카나디앵 드 몽레알 · 피츠버그 펭귄스 · 워싱턴 캐피털스                               | 5팀       |
| 1979년 ~ 1981년 | 디트로이트 레드윙스 · 하트포드 훼일러즈 · 로스앤젤레스 킹스 · 카나디앵 드 몽레알 · 피츠버그 펭귄스                             | 5팀       |
| 1981년 ~ 1982년 | 시카고 블랙 호크스 · 디트로이트 레드윙스 · 미네소타 노스 스타스 · 세인트루이스 블루스 · 토론토 메이플리프스 · 위니펙 제츠      | 6팀       |
| 1982년 ~ 1986년 | 시카고 블랙 호크스 · 디트로이트 레드윙스 · 미네소타 노스 스타스 · 세인트루이스 블루스 · 토론토 메이플리프스                    | 5팀       |
| 1986년 ~ 1992년 | 시카고 블랙호크스 · 디트로이트 레드윙스 · 미네소타 노스 스타스 · 세인트루이스 블루스 · 토론토 메이플리프스                     | 5팀       |
| 1992년 ~ 1993년 | 시카고 블랙호크스 · 디트로이트 레드윙스 · 미네소타 노스 스타스 · 세인트루이스 블루스 · 탬파베이 라이트닝 · 토론토 메이플리프스 | 6팀       |

## 역대 노리스 디비전 우승팀
| 시즌      | 우승팀               | 시즌 성적                 |
| --------- | -------------------- | ------------------------- |
| 1974~1975 | 카나디앵 드 몽레알   | 47승 14패 19무 승점 113점 |
| 1975~1976 | 카나디앵 드 몽레알   | 58승 11패 11무 승점 127점 |
| 1976~1977 | 카나디앵 드 몽레알   | 60승 8패 12무 승점 132점  |
| 1977~1978 | 카나디앵 드 몽레알   | 59승 10패 11무 승점 129점 |
| 1978~1979 | 카나디앵 드 몽레알   | 52승 17패 11무 승점 115점 |
| 1979~1980 | 카나디앵 드 몽레알   | 47승 20패 13무 승점 107점 |
| 1980~1981 | 카나디앵 드 몽레알   | 45승 22패 13무 승점 103점 |
| 1981~1982 | 미네소타 노스 스타스 | 37승 23패 20무 승점 94점  |
| 1982~1983 | 시카고 블랙 호크스   | 47승 23패 10무 승점 104점 |
| 1983~1984 | 미네소타 노스 스타스 | 39승 31패 10무 승점 88점  |
| 1984~1985 | 세인트루이스 블루스  | 37승 31패 12무 승점 86점  |
| 1985~1986 | 시카고 블랙 호크스   | 39승 33패 8무 승점 86점   |
| 1986~1987 | 세인트루이스 블루스  | 37승 31패 12무 승점 86점  |
| 1987~1988 | 디트로이트 레드윙스  | 41승 28패 11무 승점 93점  |
| 1988~1989 | 디트로이트 레드윙스  | 34승 34패 12무 승점 80점  |
| 1989~1990 | 시카고 블랙호크스    | 41승 33패 6무 승점 88점   |
| 1990~1991 | 시카고 블랙호크스    | 49승 23패 8무 승점 106점  |
| 1991~1992 | 디트로이트 레드윙스  | 43승 25패 12무 승점 98점  |
| 1992~1993 | 시카고 블랙호크스    | 47승 25패 12무 승점 106점 |

## 디비전 우승 횟수
| 횟수 | 팀                                       |
| ---- | ---------------------------------------- |
| 7회  | 카나디앵 드 몽레알                       |
| 5회  | 시카고 블랙호크스                        |
| 3회  | 디트로이트 레드윙스                      |
| 2회  | 미네소타 노스 스타스 세인트루이스 블루스 |